# Karl Rignell (militär)
Karl Alfred Rignell, född den 13 maj 1871 i Jönköping, död den 30 december 1946 i Stockholm, var en svensk militär.
Rignell blev underlöjtnant vid Älvsborgs regemente 1891 och löjtnant där 1898. Han blev gymnastikdirektör 1896, kapten vid generalstaben 1905, vid Västmanlands regemente 1910, major vid generalstaben 1913 och överstelöjtnant vid Jämtlands fältjägarregemente 1916. Rignell befordrades till överste 1919 och var chef för Älvsborgs regemente 1920–1927 samt samtidigt chef för 5:e infanteribrigaden 1922–1927. Han blev överste på övergångsstat 1927 och var föreståndare för Gymnastiska centralinstitutet 1927–1930. Rignell skrev Decktan (1898), E'decktan te (1899), versifierade skildringar från Fristads hed under pseudonymen Olle i Grinn, Regementets hembygd (1924) med flera samt kompositioner och dikter till Älvsborgs regementes 300-årsjubileum (1924). Han invaldes som ledamot av Krigsvetenskapsakademien 1923. Rignell blev riddare av Svärdsorden 1912, kommendör av andra klassen av samma orden 1922 och kommendör av första klassen 1926.
Karl Rignell var son till läroverksadjunkten Henrik Rignell och friherrinnan Ida Fock. Han var bror till Lotten Rignell.